# خودریتسه
خودریتسه (به چکی: Chudeřice) یک منطقهٔ مسکونی در جمهوری چک است که در ناحیه هرادتس کرالووه واقع شده‌است. خودریتسه ۲۲۵ نفر جمعیت دارد.